# Anna Féresse-Deraismes
Anna Féresse-Deraismes (nacida Antoinette Anne Claire Deraismes; 1821 – París, 22 de enero de 1910) fue una destacada activista feminista y librepensadora francesa. Hermana mayor de Maria Deraismes, jugó un papel fundamental en la formación intelectual de esta última y en la promoción de los derechos de las mujeres. Fue también una de las dieciséis mujeres fundadoras de la Gran Logia Simbólica Escocesa de Francia Le Droit Humain.

## Primeros años y educación
Anna Féresse-Deraismes nació en 1821 en una familia burguesa, republicana y anticlerical. Siete años mayor que su hermana Maria, se encargó de su educación en la infancia. Tras enviudar sin hijos en 1865, regresó a la casa familiar en París, donde compartió residencia con Maria Deraismes. Su hogar se convirtió en un centro intelectual y artístico frecuentado por figuras destacadas de la democracia liberal, incluidos numerosos masones vinculados a la oposición radical.

## Activismo y trayectoria social
Durante las décadas de 1870 y 1880, Anna colaboró con su hermana y con Léon Richer en la revista Le Droit des Femmes, luego titulada L’Avenir des Femmes. Participó activamente en la Asociación Nacional de Librepensadores de Francia y organizó eventos en su residencia de Pontoise para apoyar candidaturas republicanas.
Durante la Guerra Franco-Prusiana (1870–1871), junto con Maria, estableció y financió un dispensario médico en un edificio de su propiedad en la rue Saint-Denis de París, manteniéndolo operativo durante toda la guerra.

## Contribución a la fundación de Le Droit Humain
El 4 de abril de 1893, Anna Féresse-Deraismes se unió a otras quince mujeres y a Georges Martin para fundar la Gran Logia Simbólica Escocesa de Francia Le Droit Humain, la primera logia masónica mixta de la historia. Esta iniciativa permitió integrar por igual a hombres y mujeres, sin distinción de sexo, religión o nacionalidad.
Georges Martin reconoció la “inmensa contribución” de Anna y su hermana Maria a la preparación y éxito de la Orden. Tras la muerte de Maria Deraismes en 1894, Anna lideró el duelo masónico y continuó siendo figura clave en el desarrollo del proyecto masónico hasta su propia muerte.

## Fallecimiento y legado
Anna Féresse-Deraismes falleció el 22 de enero de 1910. Su legado como librepensadora y pionera de la igualdad de género sigue siendo reconocido en los círculos feministas y filosóficos, así como dentro de la historia de la Orden fundada por Georges Martin y Maria Deraismes.